# Endless wave
「endless wave」（エンドレス・ウェーブ）は、裕未瑠華の通算2枚目のシングル。1997年8月21日にキングレコードよりリリース。

## 解説
前作「truth」より2ヵ月後のリリース。「endless wave」はフジテレビ『志村X』エンディングテーマに起用された。

## 収録曲
1. endless wave
  - フジテレビ『志村X』エンディングテーマ
  - 作詞：裕未瑠華、作曲・編曲：森近邦岳
2. why -eternal mix-
  - 作詞：裕未瑠華、作曲・編曲：森近邦岳
3. endless wave (Backing Track)